# Arachne (Bilddatenbank)
Arachne ist die zentrale Objektdatenbank des Deutschen Archäologischen Instituts (DAI) und des Archäologischen Instituts der Universität zu Köln (zeitweise Arbeitsstelle für Digitale Archäologie am Archäologischen Institut der Universität zu Köln CoDArchLab; ehemals Forschungsarchiv für Antike Plastik), geleitet von Reinhard Förtsch vom DAI.

## Beschreibung
Arachne soll als kostenloses Werkzeug der Internetrecherche für die Archäologie(n) und die Klassische Altertumswissenschaft Objekte und Zustände erschließen helfen und aus Hunderttausenden von Datensätzen schnell auffindbar machen. Dies gilt einerseits für den Bereich der seit langem bestehenden analogen Dokumentationsbestände, die teilweise zerfallsbedroht und weitestgehend unerschlossen sind: hier wird aktive digitale Erschließung betrieben. Es gilt aber andererseits auch für den Bereich der zunehmend überbordenden Neuproduktion digitaler Objekt- und Bilddaten: hier gilt eine niedrigstschwellig vorgehende Strukturierung, die auf der Ebene maschinenlesbarer Metadaten Strategien des Semantic Web verwendet. Alle digitalisierten, bildlichen und textuellen Objektinformationen werden auf einem mehrfach redundanten Tivoli Storage System langzeitgesichert.

## Organisation und Konzept
Seit 2004 wird Arachne von einem Konsortium betrieben, dem das DAI und das Archäologische Institut der Universität zu Köln angehören. Das Ziel ist die inhaltliche und technische Weiterentwicklung. Arachne ist also keine abgeschlossene Webdatenbank, sondern work in progress!
Das Datenbankdesign von Arachne geht von zwei der einfachsten Grundvoraussetzungen in der Archäologie oder Kunstgeschichte aus: alle Objekte der »realen Welt« sollen auf einer sehr allgemeinen Ebene vergleichbar sein und liegen in einem Kontext vor. So versucht Arachne, einen der grundlegenden Fehler früherer Datenbanken zu vermeiden, welche ihre Objektmodellierung rein projektorientiert vollzogen und so separate Abteilungen mit immer nur einer kleinen Anzahl von Objekten erzeugten, die untereinander nicht vergleichbar waren, sondern eine voneinander abgeschottete Existenz führen. Alle Objekte in Arachne hingegen haben eine gemeinsame Grundlage von Attributen im Objektmodell, die durch klassenspezifische Attribute, zum Beispiel zur Topographie oder Architektur, erweitert werden. So können die allgemeinen Attribute für Abfragen über eine große Anzahl von Objekten genutzt werden, während spezielle Abfragen auch nur Objekte der betreffenden Kategorie finden, die diese Attribute tragen und selbige vollständig kontextualisiert darstellen.
Arachne versucht, Interoperabilität zwischen unterschiedlichen Systemen zu schaffen und gleichzeitig die Urheberrechte der Erzeuger zu schützen – einer der zentralen Punkte in der Zusammenarbeit mit dem DAI. Auch innerhalb des DAI wird Interoperabilität immer wichtiger, vor allem zwischen Arachne als zentraler Bilddatenbank und den unterschiedlichen, auf Ausgrabungen und Surveys benutzten GIS, um bei der Datenhaltung die nicht sicherheitsrelevante Redundanz möglichst gering zu halten. Ein weiteres Vorhaben seitens des DAI ist das Bereitstellen von URIs (Universal Resource Identifier) für alle digital erfassten Objekte. Auch die Einbindung des CIDOC Conceptual Reference Model und der Open Archives Initiative (OAI) ist von großer Bedeutung, und als Partner im CLAROSnet Projekt wird ein – bisher fehlendes – multilinguales Interface geschaffen. Die Politik der „Arbeitsstelle für Digitale Archäologie“ (CoDArchLab) und des DAIs zielen auf eine internationale Zusammenarbeit ab, um diese komplexen Probleme nicht alleine anzugehen.
Arachne hat derzeit über 8500 angemeldete Benutzer, die Zugriff auf über eine Million Scans und über 300.000 Objekte haben (Stand KW 14, 2013). Die Benutzung ist kostenfrei. Die Qualität ist naturgemäß unterschiedlich, je nach Herkunft des Bildes und Stand der Dokumentation. Vorhersagen über die erreichbaren Digitalisierungsanteile bezogen auf den realen Datenbestand sind naturgemäß schwierig. Ein Annäherungswert lässt sich möglicherweise gewinnen im Bereich der Digitalisierungsprojekte des kulturellen Erbes in Europa, wo man angesichts bei der aktuellen finanziellen Situation von der Digitalisierbarkeit etwa 30 % des realen Bestandes ausgeht. Für Arachne würde das etwa 700.000 Bilder bedeuten; unter Annahme von neu erzeugtem Dokumentationsmaterial wären dann etwa eine Million Bilder in 20 bis 30 Jahren realistisch. All diese Bilder wären dann zumindest in Bezug auf Material und topographischer Situation vollständig abfragbar, auch würde sich der Focus dann nicht mehr allein auf der klassischen Antike befinden, sondern auch andere Gebiete wie Südamerika umfassen.

## Entwicklungsgeschichte
Arachne wurde 1995 als FileMaker-Lösung entwickelt und profitiert seit 2001 von der Einrichtung eines Lehrstuhls für Historisch-Kulturwissenschaftliche Informationsverarbeitung an der Universität zu Köln, dessen Studenten Arachne als Testumgebung für ernsthafte, realitätsnahe Programmierprojekte benutzen.
Dank der signifikanten und kontinuierlichen Unterstützung durch die Deutsche Forschungsgemeinschaft integriert Arachne seit 2001 auch Negativarchive, die die Kölner Bestände erheblich erweitert haben. So wurden die Archive der Fotografinnen Barbara Malter und Gisela Fittschen-Badura digitalisiert und dokumentiert, und seit 2003 auch die Skulpturennegative des Deutschen Archäologischen Instituts in Rom. Dadurch wuchs der Datenbestand um 40.000 qualitätvolle digitale Aufnahmen antiker Skulptur, die entsprechend wissenschaftlich dokumentiert wurden.
2004 wurde Arachne grundlegend umstrukturiert, sowohl, was die Technik betrifft, als auch semantisch-redaktionell. Die Daten der FileMaker-Lösung wurden exportiert, und die neue Arachne als MAMP-Lösung aufgesetzt. Bedenkt man Arachnes strategische Positionierung als zentrale Objektdatenbank einer Institution, die ca. zwei Millionen Bilder in ihren Archiven beherbergt und ständig neue Sach- und Bilddaten produziert, lässt sich daraus auch der zukünftige Arbeits- und Entwicklungsaufwand ermessen, um diese Informationsbestände wenigstens teil- und schrittweise zu erfassen.